# Continue stochastische variabele
Een continue stochastische variabele is een stochastische variabele {\displaystyle X} met absoluut continue verdelingsfunctie. De kansverdeling van een continue stochastische variabele kan daardoor vastgelegd worden door een kansdichtheid. Het waardenbereik van een continue stochastische variabele bevat overaftelbaar veel elementen. Het 'waardenbereik' is hierbij de verzameling van die elementen {\displaystyle x\in \mathbb {R} } waarvoor de kansdichtheid van {\displaystyle X} groter is dan nul.

## Eigenschappen
Een continue stochastische variabele heeft de eigenschap dat voor alle {\displaystyle x} in het waardenbereik geldt dat {\displaystyle P(X=x)=0}. Dit is niet strijdig met het feit dat voor het hele waardenbereik de totale kans 1 is, want bij een overaftelbaar aantal waarden van {\displaystyle x} kunnen de kansen per waarde niet zomaar opgeteld worden. Merk op dat een waarde met kans 0 dus niet een onmogelijke waarde is. In de praktijk is het bij zo'n verdeling ook niet mogelijk om te constateren dat {\displaystyle X=x}, omdat daarvoor een oneindige meetnauwkeurigheid nodig is.

## Voorbeeld
Beschouw de stochastische variabele {\displaystyle X} met waardenbereik {\displaystyle [0,2]} en cumulatieve verdelingsfunctie {\displaystyle F_{X}(x)={\tfrac {1}{8}}x^{3}} voor {\displaystyle x\in [0,2]}, en {\displaystyle F_{X}(x)=0} voor {\displaystyle x<0}, en {\displaystyle F_{X}(x)=1} voor {\displaystyle x>2}.
Deze {\displaystyle X} is een continue stochastische variabele, met kansdichtheid {\displaystyle f_{X}(x)={\tfrac {3}{8}}x^{2}} voor {\displaystyle x\in [0,2)}, en {\displaystyle f_{X}(x)=0} voor {\displaystyle x\notin [0,2]}. De waarde van {\displaystyle f_{X}(2)} is onbepaald omdat de cumulatieve verdelingsfunctie daar niet differentieerbaar is. Deze waarde maakt voor de kansverdeling ook niet uit.
kansrekening · statistiek · toeval · uitkomstenruimte · stochastische variabele · kansverdeling · verwachtingswaarde · kansfunctie · kansdichtheid · voorwaardelijke kans